# 馬慶釗

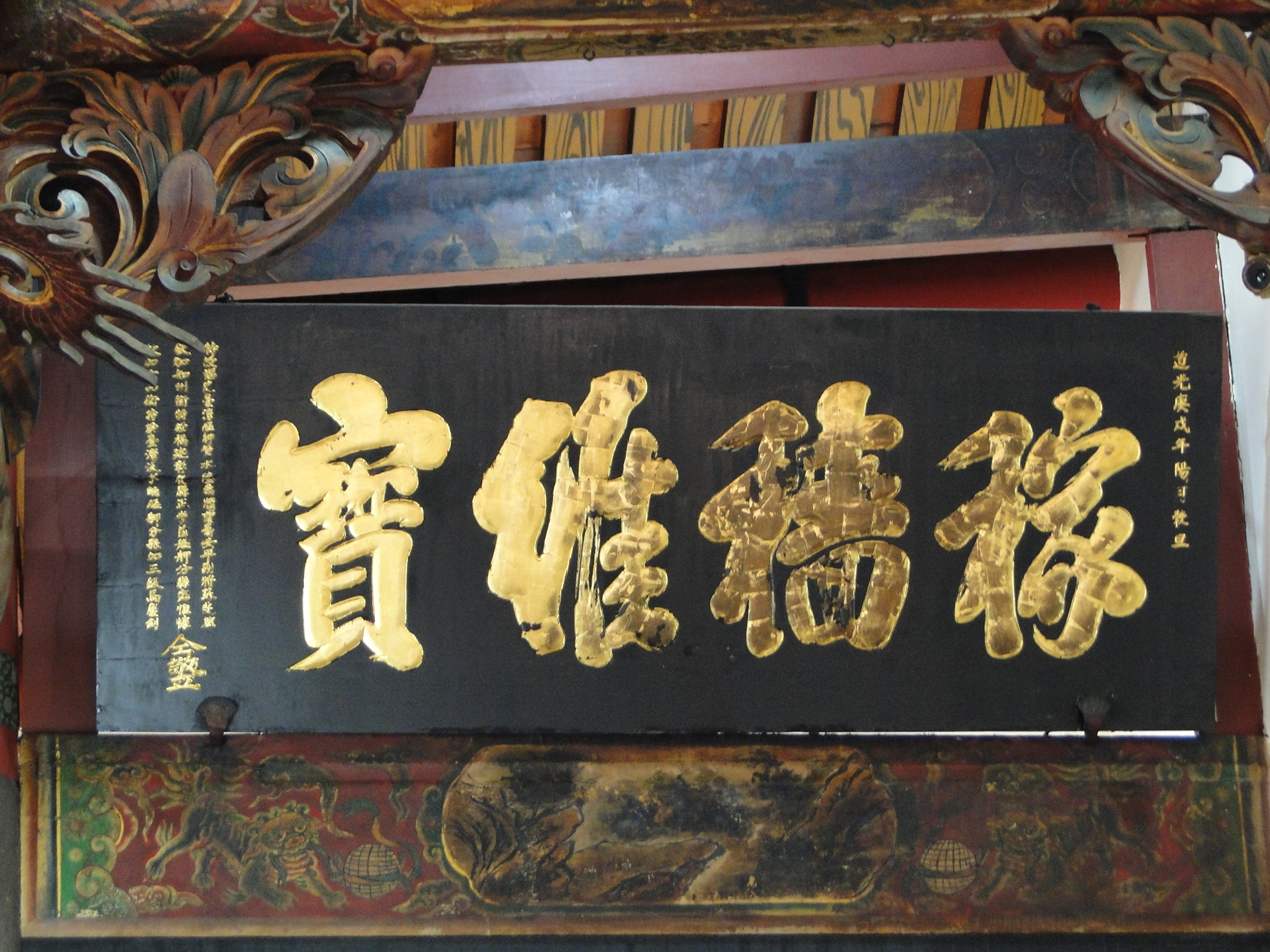
先嗇宮內馬慶釗在道光三十年（1850年）所立「稼穡維寶」匾

馬慶釗（？—？），號敦圃，清朝官員，本籍四川。監生出身。

## 生平
馬慶釗於1847年（道光27年）接替馮鳴鶴，兩度擔任臺灣府淡水廳艋舺縣丞一職，是大臺北地區的地方父母官。
1857年，他則再度前往台灣擔任台灣府淡水撫民同知。